# Iztirjenje vlaka pri Münchendorfu
 9. maja 2022 je potniški vlak iztiril blizu Münchendorfa v okrožju Mödling v Spodnji Avstriji v Avstriji. Ena oseba je v nesreči umrla.  

## Nesreča
Nesreča se je zgodila kmalu po 18:00 po lokalnem času (16:00 UTC). Potniški vlak, sestavljen iz dveh elektromotornih garnitur Siemens Desiro ML Ventus, je iztiril blizu Münchendorfa v okrožju Mödling v Spodnji Avstriji v Avstriji. Vlak v lasti podjetja Raaberbahn je vozil iz Deutschkreutza preko Dunaja v Bratislavo na Slovaškem na progi Pottendorf, ki jo upravlja ÖBB Infra. Kompozicijo je vodila enota 4746-311. Iztirilo je vseh šest vagonov, dva sta končala na boku ob železnici. Od 57 ljudi na vlaku je ena umrla, trinajst pa je bilo ranjenih, od tega dve huje.
Alarm se je sprožili ob 18.27, na kraj dogodka so prišle gasilske enote Achaua, Guntramsdorfa in Münchendorfa. Strojevodja je bil iz razbitin izrezan. Na kraj so bili poslani štirje helikopterji. To je bila prva železniška nesreča s smrtnim izidom v Avstriji po trčenju v Niklasdorfu leta 2018.
Po poročanjih naj bi hitrost vlakovne kompozicije na več mestih presegla 100 km/h, kar je skoraj dvakratna omejitev hitrosti na tem delu.